# Storm Queen
Storm Queen, pseudonimo di Morgan Geist (Wayne, ...), è un disc jockey statunitense.

## Carriera
Storm Queen è un DJ statunitense originario di Wayne, New Jersey. Il suo più famoso brano, intitolato "Look Right Through", è stato remixato da Marc Kinchen con aggiunta della voce da parte di Damon C. Scott.
Geist è anche membro del duo Brooklyn-Based House e Nu-Disco chiamato Metro Area.
Ha inoltre mixato il brano "TV River" nell'album "LSD e Remixes" di Osamu Sato e remixato molte tracce di artisti quali The Rapture, Franz Ferdinand, Telex e molti altri.

### 2011-:Breakthrough
Nel novembre 2011 Storm Queen ha pubblicato il suo singolo di debutto "It Goes On". Nel luglio 2012 esce "Let's Make Mistakes", come suo secondo singolo. Il 3 novembre 2013, ha pubblicato il singolo "Look Right Through".
Nel Regno Unito, la canzone è arrivata alla prima posizione della Official Singles Chart il 10 novembre 2013, superando Eminem e Rihanna con "The Monster".

### Discografia
- The Driving Memoirs (1997)
- Environ: Into a Separate Space (1998)
- Unclassics (mix) (2004)
- Double Night Time (2008)

### Singoli
- It Goes On (2011)
- Let's Make Mistakes (2012)
- Look Right Through (2013)